# Markaz al Ismā‘īlīyah
Markaz al Ismā‘īlīyah (arabiska: مركز الإسماعيلية) är en region i Egypten.   Den ligger i guvernementet Ismailia, i den nordöstra delen av landet, 110 km nordost om huvudstaden Kairo.